# Alaksandr Szumidub
Alaksandr Mikałajewicz Szumidub, błr. Аляксандр Мікалаевіч Шумідуб, ros. Александр Николаевич Шумидуб – Aleksandr Nikołajewicz Szumidub (ur. 17 marca 1964 w Mińsku, zm. 13 lipca 2019) – białoruski hokeista, reprezentant Białorusi, olimpijczyk. Trener hokejowy.

## Kariera zawodnicza
- Dynama Mińsk (1980-1992)
- Tiwali Mińsk (1992-1993)
- STS Sanok (1993-1994)
- BTH Bydgoszcz (1994-1995)
- Polimir Nowopołock (1996-1999)

Uprawiał hokej na lodzie od 12 roku życia. Absolwent szkoły sportowej „Junost” w Mińsku. W pierwszej drużynie Dynama Mińsk zadebiutował w wieku 16 lat i występował przez 11 kolejnych sezonów.
Na początku 1993 przerwał karierę hokejową. Od sierpnia 1993 zawodnik STS Sanok, w którym rozegrał sezon 1993/1994. Następny sezon 1994/1995 rozegrał w Bydgoszczy, po czym wrócił na Białoruś.
W wieku juniorskim grał w kadrze ZSRR, w tym na turnieju mistrzostw Europy juniorów. W latach 1996–1998 był reprezentantem Białorusi. Uczestniczył w turniejach mistrzostwach świata w 1997, 1998 oraz zimowych igrzysk olimpijskich 1998 w Nagano. Łącznie rozegrał 12 meczów, tracąc w nich 28 goli.

## Kariera trenerska
- Reprezentacja Białorusi do lat 18 (1997-1998), asystent trenera
- Reprezentacja Białorusi (2003), asystent trenera / tymczasowy selekcjoner
- Dynama Mińsk (2004), I trener
- HK Homel (2005-2019), asystent trenera i szkoleniowiec bramkarzy
- Reprezentacja Białorusi (2012–2013), trener bramkarzy

W latach 1997–1998 pełnił funkcję asystenta trenera reprezentacji Białorusi do lat 18. W 2003 incydentalnie prowadził w zastępstwie seniorską kadrę Białorusi pod nieobecność Michaiła Zacharaua. Od października do listopada 2004 roku był szkoleniowcem Dynama Mińsk. Od lipca 2005 był asystentem głównego trenera i trenerem bramkarzy w klubie HK Homel. W tym mieście założył pierwszą na Białorosi szkołę bramkarską w hokeju na lodzie. Do kwietnia 2013 był trenerem bramkarzy seniorskiej reprezentacji Białorusi (na stanowisku zastąpił go Alaksiej Szczabłanau) i w maju 2013 pełnił tę funkcję na mistrzostwach świata Elity 2013.

## Życie prywatne
Jego żoną została Tatiana. W lipcu 2019 po jednym z treningów został zabrany do szpitala, przebywał w śpiączce i zmarł 13 lipca 2019.

## Sukcesy
Reprezentacyjne zawodnicze
- Brązowy medal mistrzostw Europy juniorów do lat 18: 1982 z ZSRR
- Awans do grupy A mistrzostw świata: 1997

Klubowe zawodnicze
- Złoty medal mistrzostw Białorusi (2 razy): 1993 z Tiwali, 1997 z Polimirem
- Srebrny medal mistrzostw Białorusi (1 raz): 1998 z Polimirem
- Brązowy medal mistrzostw Białorusi (2 razy): 1999 z Polimirem, 2014 z Homlem
- Brązowy medal Wschodnioeuropejskiej Ligi Hokejowej (3 razy): 1997, 1998, 1999 z Polimirem

Klubowe szkoleniowe
- Brązowy medal mistrzostw Białorusi: 2010, 2012, 2014, 2015, 2016, 2017 z HK Homel

Wyróżnienia
- Hokeista Roku na Białorusi: 1991
- Mistrz Sportu Klasy Międzynarodowej Republiki Białorusi